# Josef Machek (matematik)
Josef Machek (12. června 1929, Praha – 24. října 2006, Praha) byl český statistik, který se kromě teorie (zejména testování statistických hypotéz) také hodně zaměřoval na široké spektrum aplikací matematické statistiky včetně teorie spolehlivosti.

## Život
Vystudoval reálné gymnázium E. Beneše v Praze. Roku 1948 se zapsal k studiu statisticko-pojistného inženýrství na fakultě speciálních nauk ČVUT v Praze. Po absolutoriu v roce 1952 nastoupil jako asistent na Ústav pojistné matematiky a matematické statistiky. Po zrušení tohoto ústavu přešel roku 1953 na nově vzniklou matematicko-fyzikální fakultu v Praze. V roce 1972 získal hodnost CSc. za kandidátskou práci o aplikaci stochastických modelů v hydrologii. Kromě MFF UK působil i na řadě jiných univerzit, např. v letech 1965 až 1968 na univerzitě v Havaně.

## Dílo
Kromě řady vědeckých článků a dalších učebních textů sepsal velmi originální učebnice spolu s prof. Jiřím Likešem:
- Počet pravděpodobnosti, Nakladatelství technické literatury, Praha 1981,
- Matematická statistika, Nakladatelství technické literatury, Praha 1983.

Další učební texty:
- Josef Machek: Teorie odhadu, Státní pedagogické nakladatelství, Praha 1974,
- Josef Štěpán, Josef Machek: Pravděpodobnost a statistika pro učitelské studium, Státní pedagogické nakladatelství, Praha 1986.